# 1995 у хокеї з шайбою
Нижче наведені хокейні події 1995 року у всьому світі.

## Головні події
На чемпіонаті світу в Стокгольмі та Євле золоті нагороди здобула збірна Фінляндії.
У фіналі кубка Стенлі «Нью-Джерсі Девілс» переміг «Детройт Ред-Вінгс».
Клубами з України, Білорусі, Латвії та Литви заснована Східноєвропейська хокейна ліга. 

## Чемпіони
- МХЛ: «Динамо» (Москва)

- Австрія: «Фельдкірх»
- Білорусь: «Тівалі» (Мінськ)
- Болгарія: «Левскі» (Софія)

- Велика Британія: «Шеффілд Стілерс»
- Данія: «Гернінг»
- Італія: «Больцано»
- Нідерланди: «Тілбург Трапперс»
- Німеччина: «Кельнер Гайє»
- Норвегія: «Сторгамар» (Гамар)
- Польща: «Подгале» (Новий Тарг)
- Румунія: «Стяуа» (Бухарест)
- Сербія: «Партизан» (Белград)
- Словаччина: «Кошиці»
- Словенія: «Олімпія» (Любляна)
- Угорщина: «Ференцварош» (Будапешт)
- Україна: «Сокіл» (Київ)
- Фінляндія: ТПС (Турку)
- Франція: «Руан»
- Хорватія: «Медвешчак» (Загреб)
- Чехія: «Дадак» (Всетін)
- Швейцарія: «Клотен Флаєрс»
- Швеція: ГВ-71 (Єнчепінг)

## Переможці міжнародних турнірів
- Кубок Європи: «Йокеріт» (Гельсінкі, Фінляндія)
- Кубок Федерації: «Салават Юлаєв» (Уфа, Росія)
- Турнір газети «Известия»: збірна Росії
- Кубок Шпенглера: збірна Канади
- Кубок Татр: «Попрад» (Словаччина)
- Кубок Тампере: «Лулео» (Швеція)